# Lertäkt

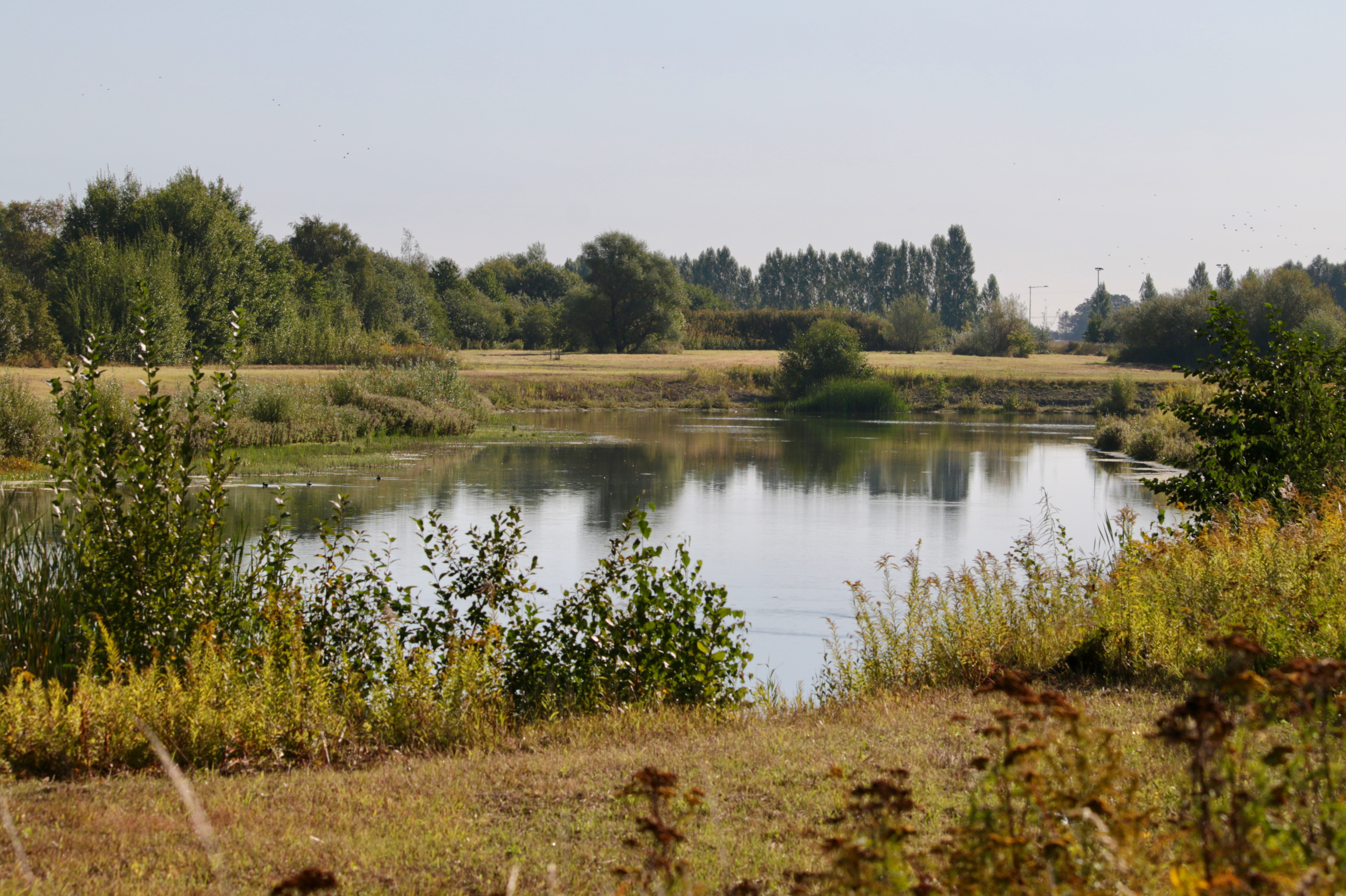
Naturreservatet Östra dammarna i Lomma

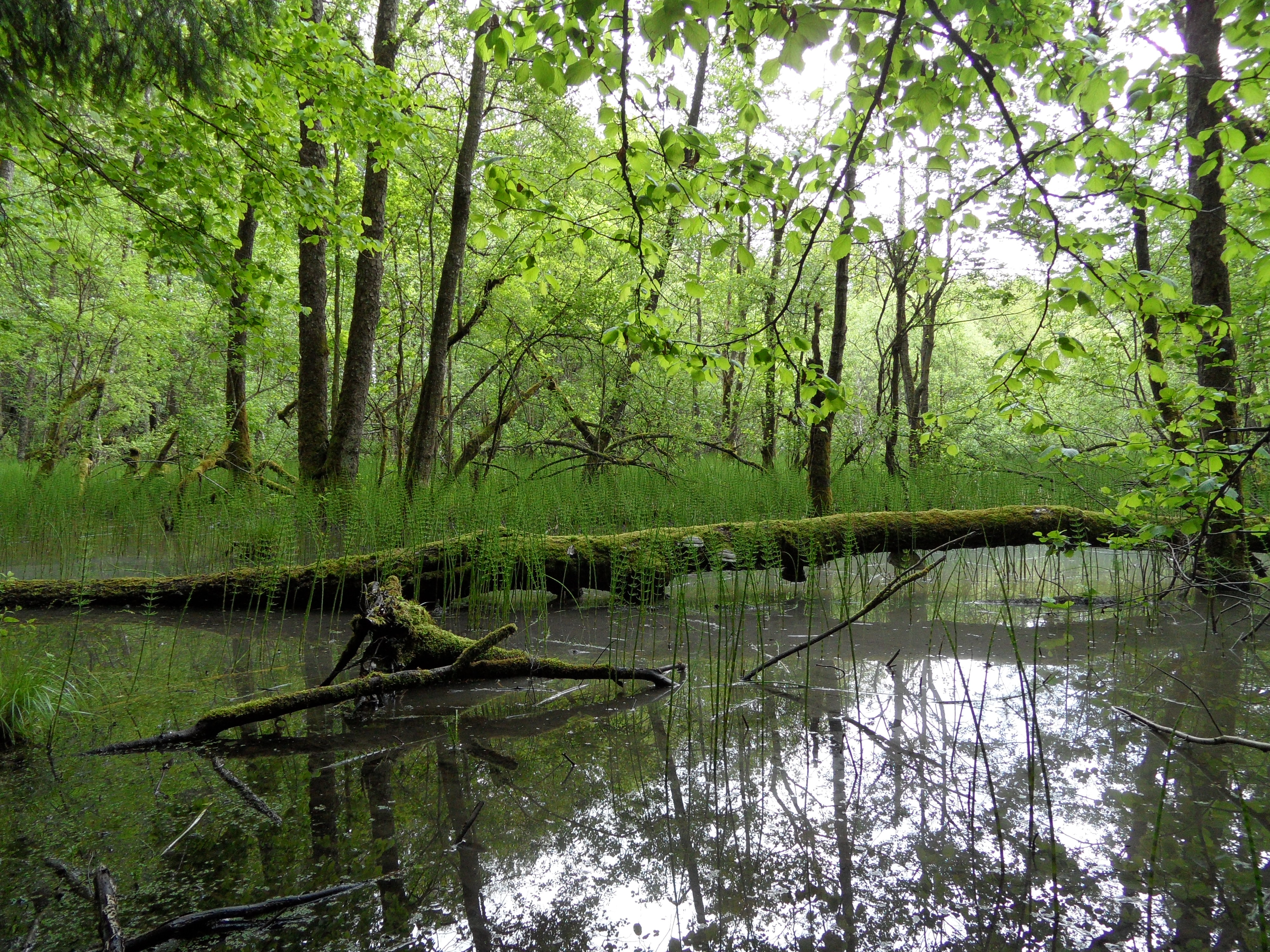
Naturreservatet Tegeldammarna/Lergravarna i Höör

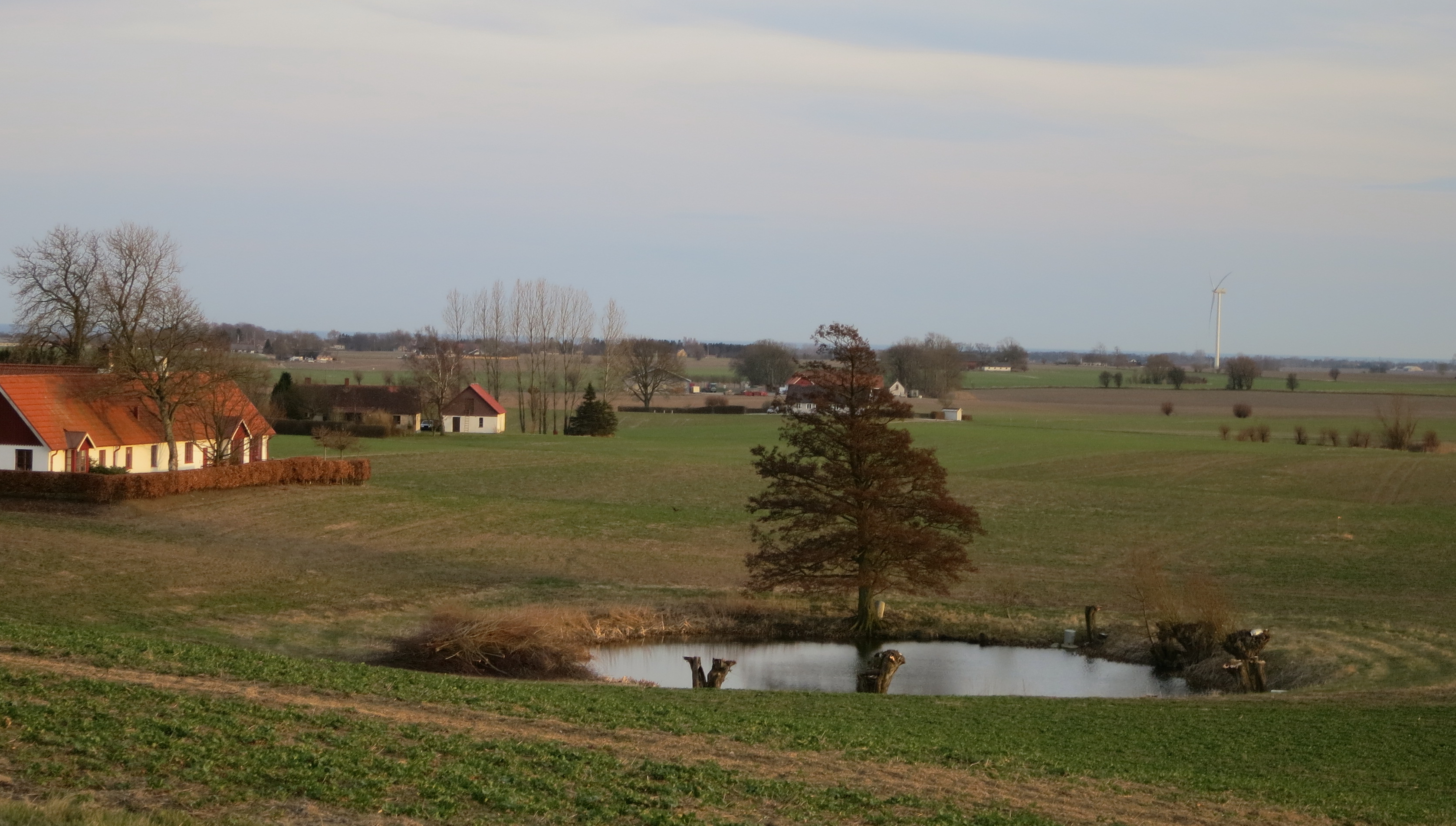
Märgelgrav på Söderslätt i Skåne

Lertäkt, lertag eller lergrav, är en plats där lera har grävts ut för att användas som råmaterial för tillverkning av bland annat tegel, lättklinker och keramik, eller för jordförbättring för jordbruk. En form av lergravar är märgelgravar, med kalkslam och lera, som grävdes under 1800-talet bland annat i slättlandskapet i Halland, Skåne och Blekinge.
En ort i Sverige med unikt antal lertäkter för industriellt bruk är Uppsala. Inom nuvarande stadsgräns har det funnits minst 22 tegelbruk och sex kakelfabriker på 26 olika platser. Antalet lertäkter har uppskattats till 62. Flertalet har fyllts igen, oftast som deponier av framför allt schaktmassor från markarbeten och industriavfall. Några stora täkter återfylldes inte och har använts till framför allt idrottsplatser, fotbollsplaner och parker, till exempel Stadsträdgården, Österängens IP i Fålhagen, Danmarks motorklubbs motocrossbana i Bergsbrunna, Frodeparken, Tegnérparken, kolonilotten Fyrisfjädern i Tuna backar samt fotbollsplanen och Seminarieparken i lertäkten från Domkyrkans tegelbruk vid Seminariet i Luthagen. 

## Bildgalleri

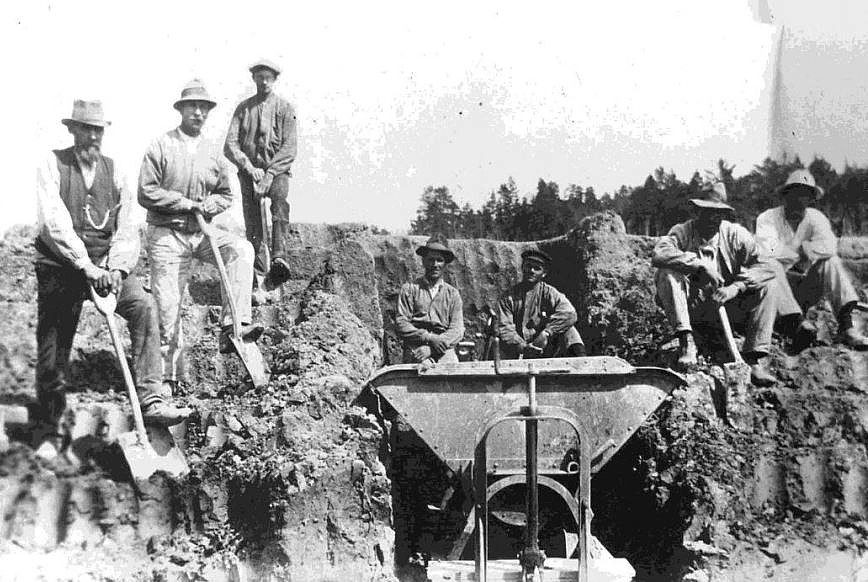
Lertäkten vid Lerviks tegelbruk, omkring 1925
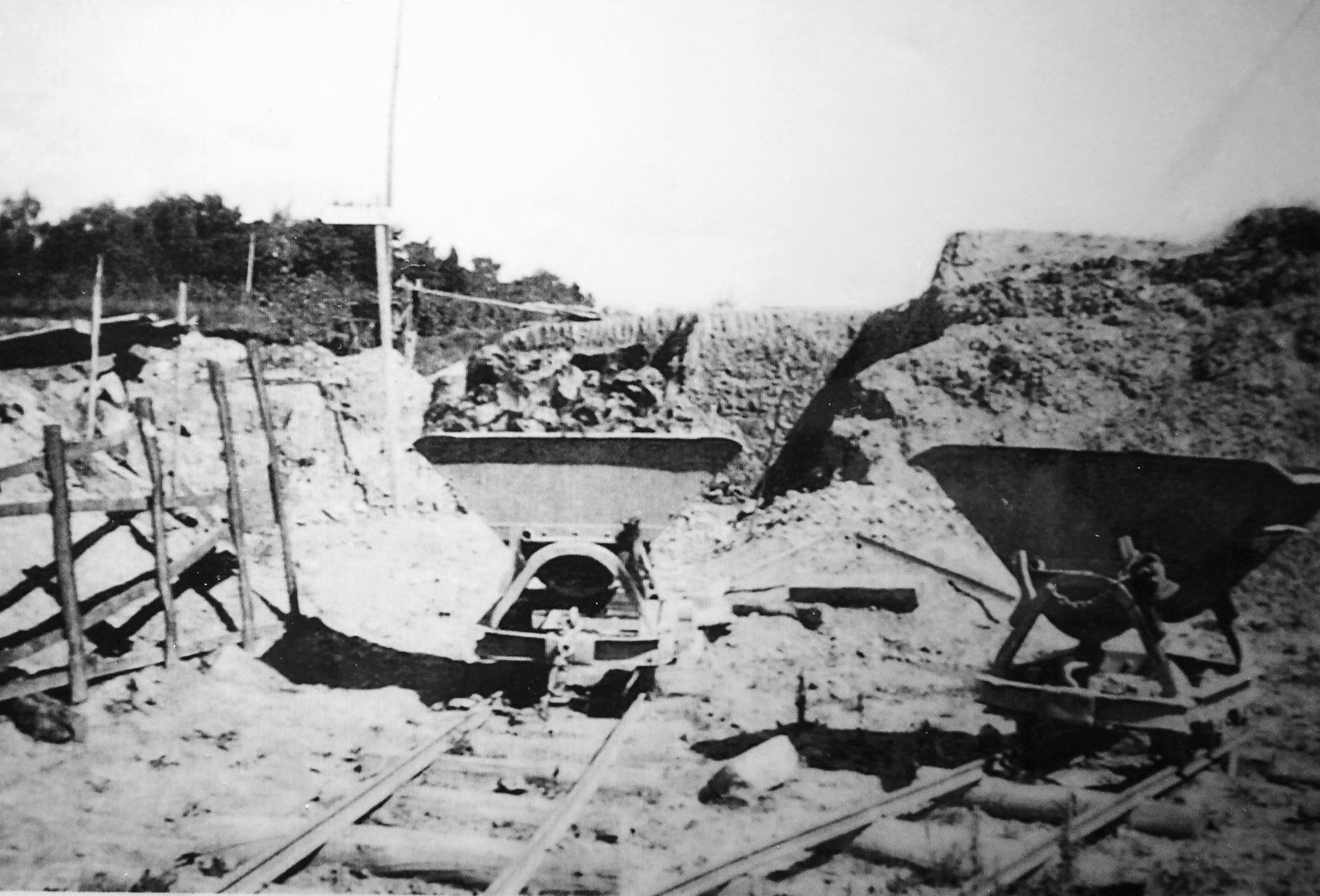
Lertäkten vid Sandvikens tegelbruk, 1940-talet
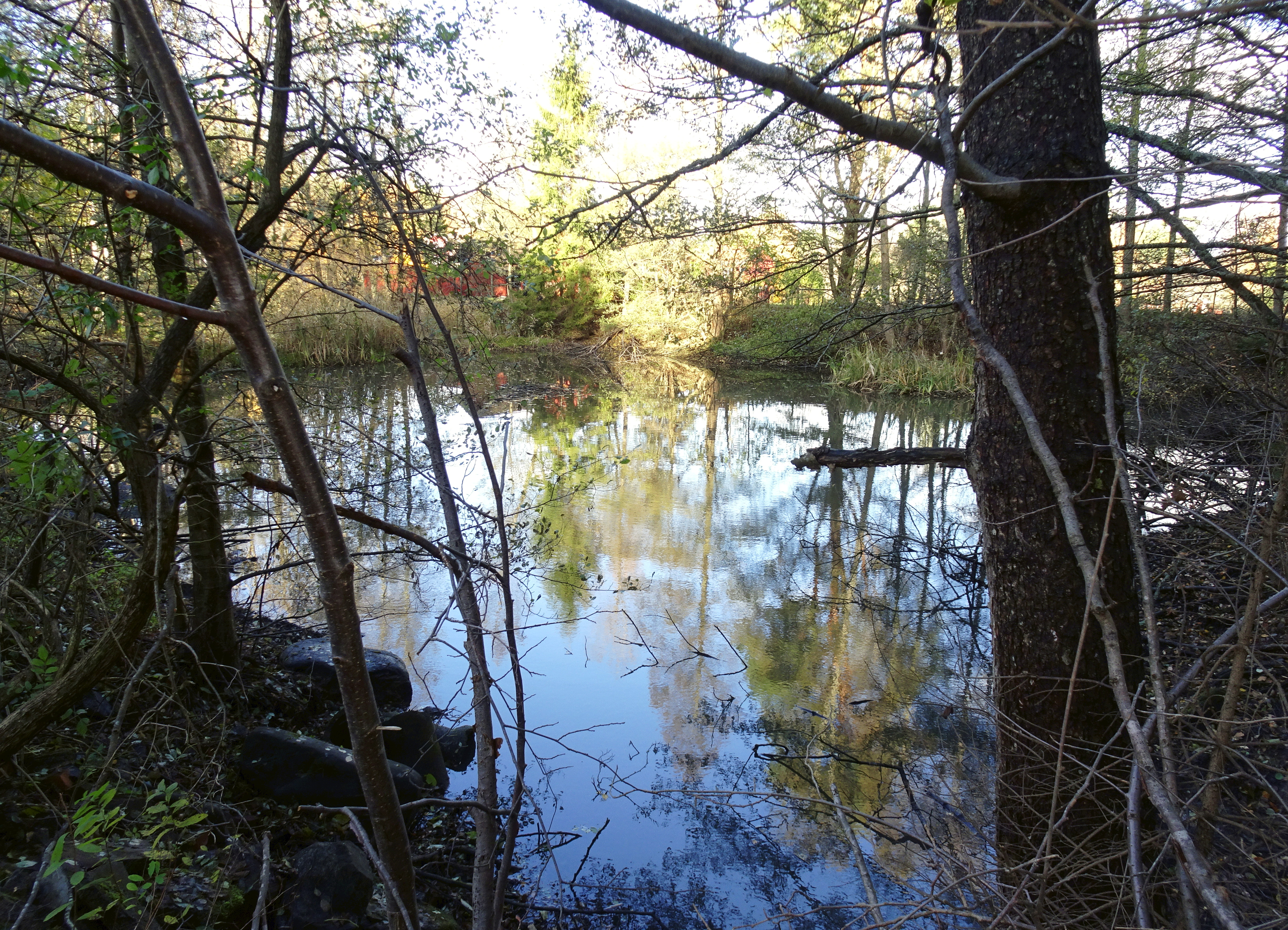
Den tidigare lertäkten vid Sandvikens tegelbruk
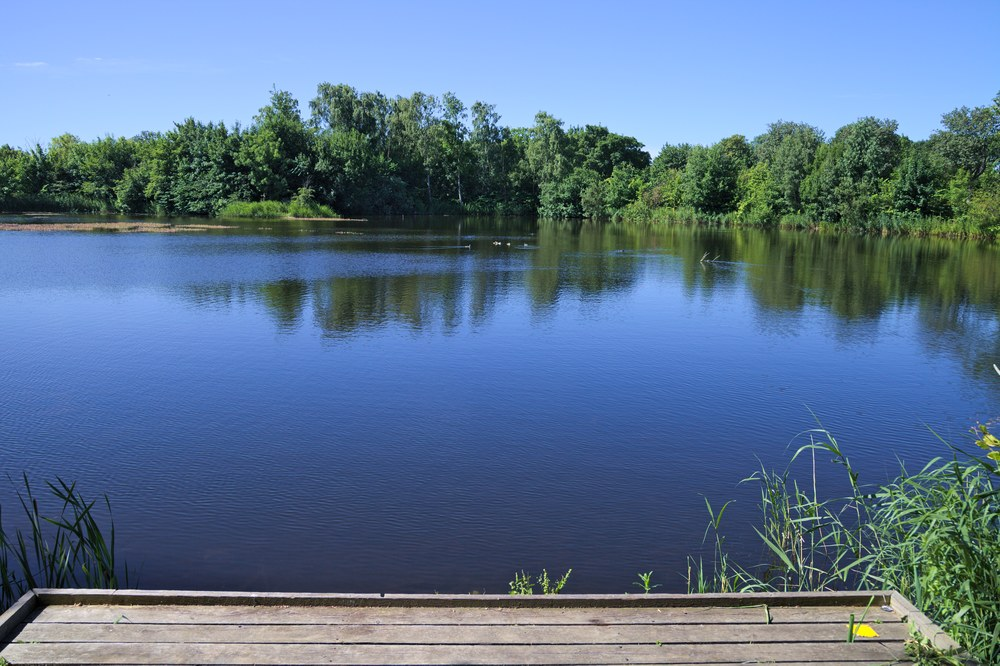
Naturreservatet Slättängsdammarna i Lomma
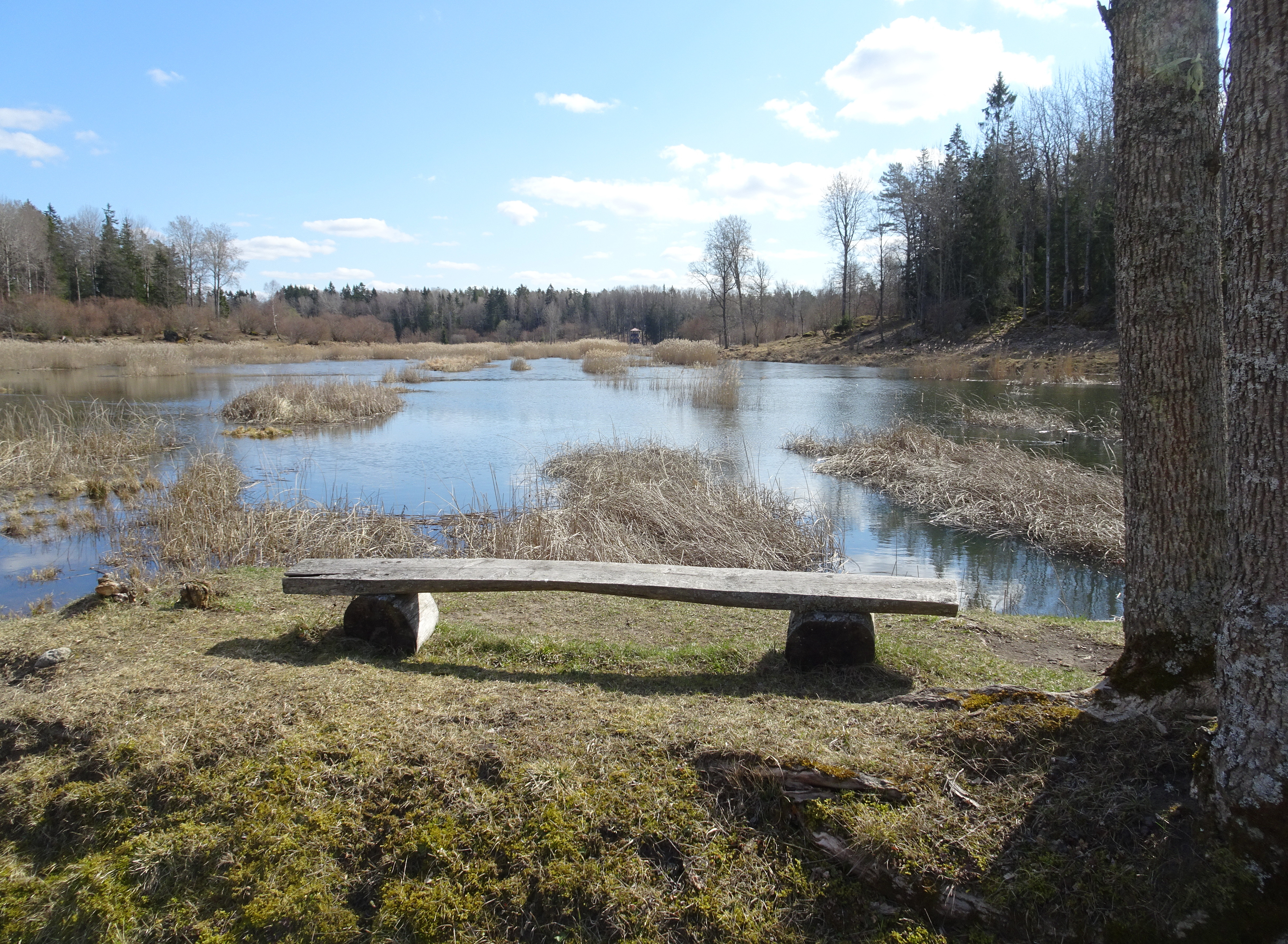
Lersjön vid Lina naturreservat i Södertälje
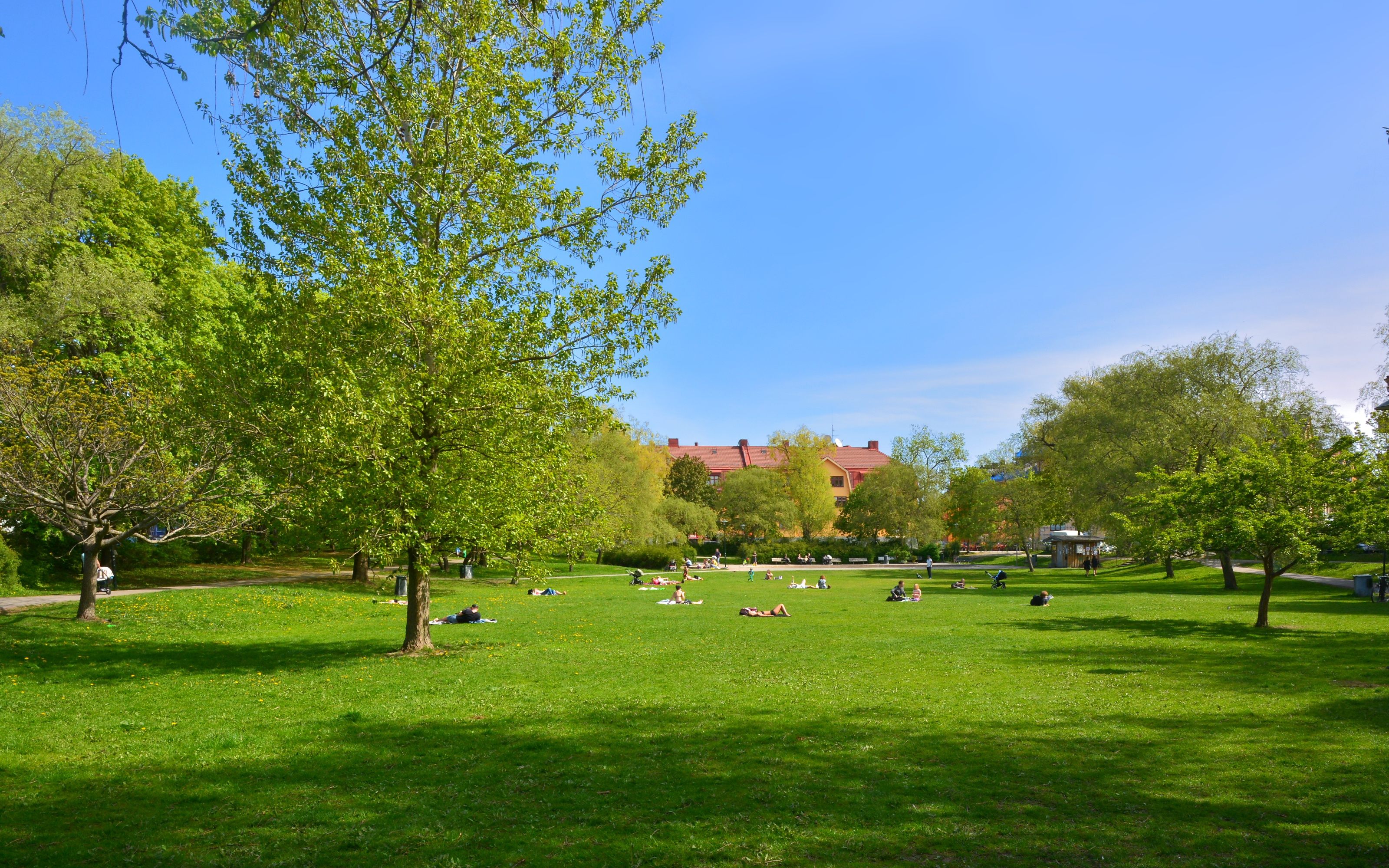
Svandammsparken i Midsommarkransen, tidigare lertäkt